# Rosa 'Othello'
'Othello' ('AUSlo' es el nombre del obtentor registrado), es un cultivar de rosa que fue conseguido en Reino Unido en 1986 por el rosalista británico David Austin.

## Descripción
'Othello' es una rosa moderna cultivar del grupo « English Rose Collection ».
El cultivar procede del cruce de 'Lilian Austin' x 'The Squire' ®.
Las formas arbustivas del cultivar tienen porte erguido buen ramaje, que alcanza más de 105 a 245 cm de alto con 90 a 185 cm de ancho. Las hojas son de color verde oscuro mate de tamaño medio, follaje coriáceo, abundantes espinas.
Sus delicadas flores de color rojo fuerte que conforme envejece pasa a púrpura. Fuerte fragancia de rosa antigua. Flor con 45 pétalos. El diámetro medio de 4". Tamaño de flor grande, dobles (17 a 25 pétalos), en pequeños grupos, en forma de copa, en cuartos, rosetón.
Florece de una forma prolífica, floración en oleadas a lo largo de la temporada.

## Origen
El cultivar fue desarrollado en Reino Unido por el prolífico rosalista británico David Austin en 1986. 'Othello' es una rosa híbrida con ascendentes parentales de cruce de 'Lilian Austin' x 'The Squire' ®.
El obtentor fue registrado bajo el nombre cultivar de 'AUSlo' por David Austin en 1986 y se le dio el nombre comercial de exhibición 'Othello'™.
También se le reconoce por los sinónimos de 'AUSlo', 'Kammersängerin Christel Goltz' y 'Macbeth'.
- La rosa fue conseguida antes de 1986 e introducida en el Reino Unido por David Austin Roses Limited (UK) en 1986 como 'Othello'.[1]
- La rosa 'Othello' fue introducida en Estados Unidos con la patente "United States - Patent No: PP 7,212".[1]

El 1 de noviembre de 1604 la tragedia de William Shakespeare, Otelo, se presentó por primera vez en el palacio de Whitehall en Londres. Aunque David Austin ha escrito que la rosa 'Othello' ha sido sustituida por variedades mejoradas, sin embargo esta rosa con sus flores grandes de color rojo oscuro que cuando envejece pasa a púrpura está aún ampliamente disponible.

## Cultivo
Aunque las plantas están generalmente libres de enfermedades, es posible que sufran de punto negro en climas más húmedos o en situaciones donde la circulación de aire es limitada. Es susceptible al mildiu.
Se desarrollan mejor a pleno sol. En América del Norte son capaces de ser cultivadas en USDA Hardiness Zones 5b a 10b. La resistencia y la popularidad de la variedad han visto generalizado su uso en cultivos en todo el mundo.
Puede ser utilizado para las flores cortadas, o jardín. Vigorosa. En la poda de Primavera es conveniente retirar las cañas viejas y madera muerta o enferma y recortar cañas que se cruzan. En climas más cálidos, recortar las cañas que quedan en alrededor de un tercio. En las zonas más frías, probablemente hay que podar un poco más que eso. Requiere protección contra la congelación de las heladas invernales.

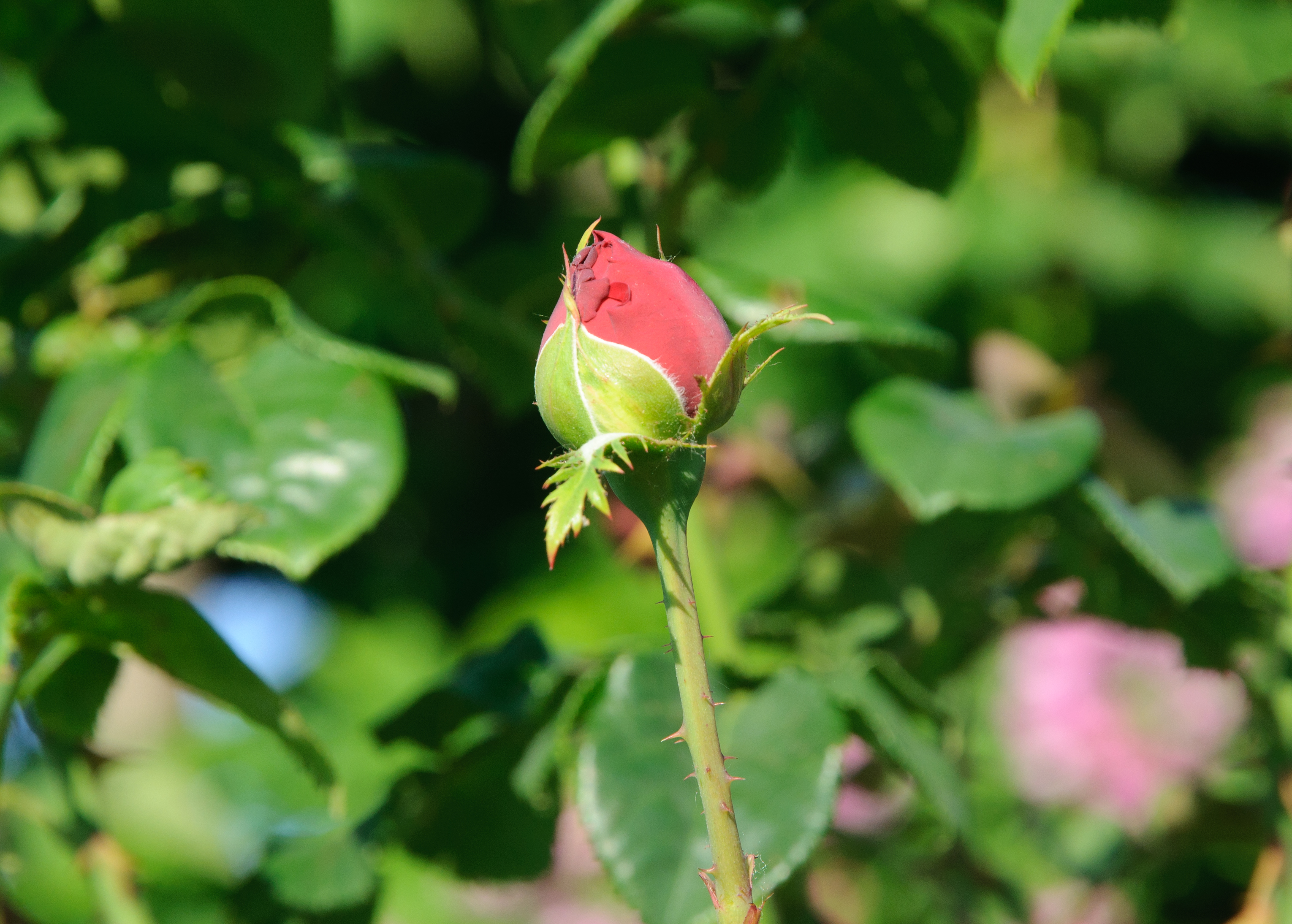
Capullo de la Rosa 'Othello'
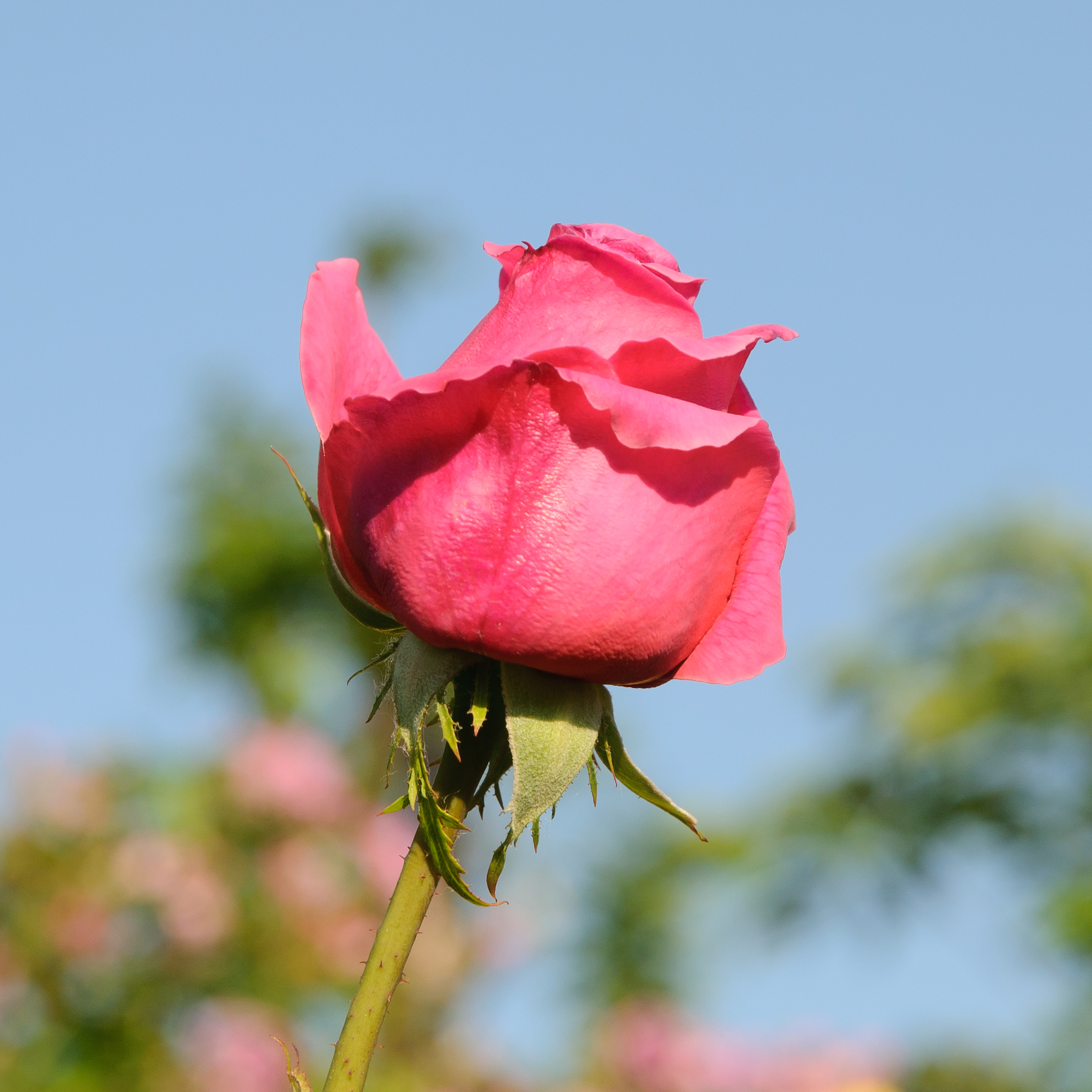
Rosa 'Othello'
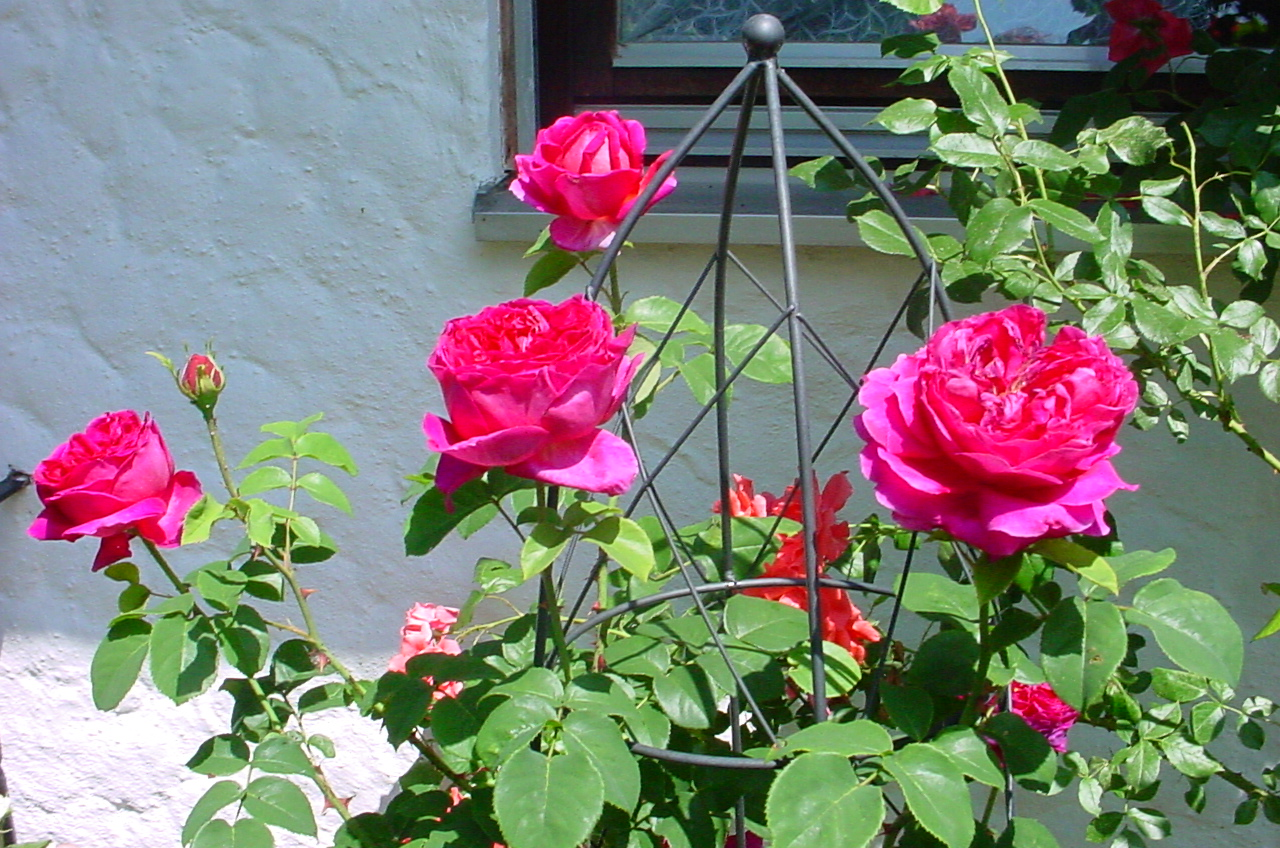
Grupo de rosas 'Othello'
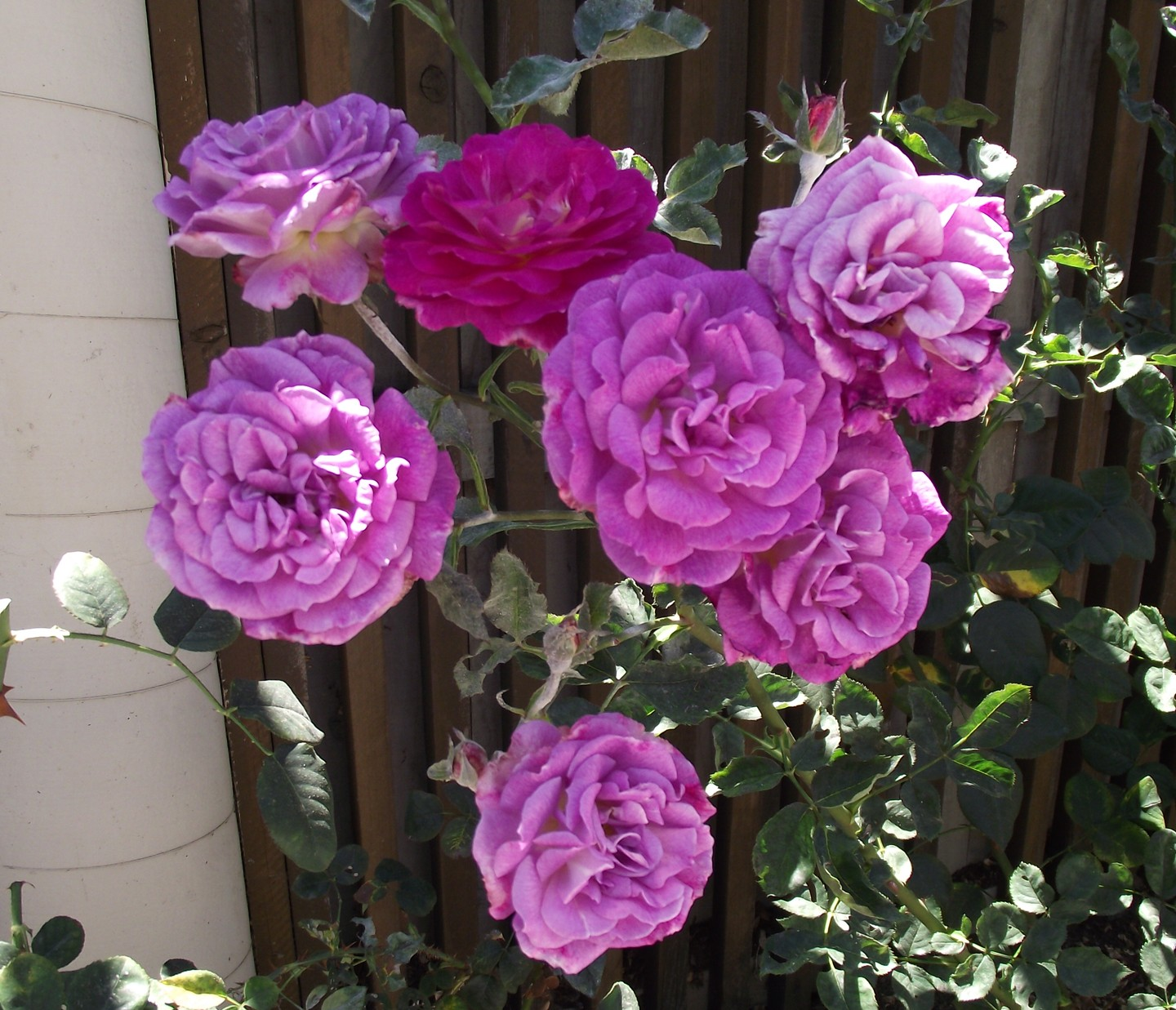
Rosas 'Othello'